# Grote of Sint-Nicolaaskerk (Vollenhove)
De Grote of Sint-Nicolaaskerk, soms ook Bovenkerk genoemd, is een van de twee middeleeuwse kerken in het Overijsselse stadje Vollenhove. Het is een tweebeukige hallenkerk, die aan het eind van de 15de eeuw gereedkwam. Aan de oostkant staat een iets jongere klokkentoren, los van de kerk, maar vastgebouwd aan het voormalige stadhuis.
De kerk werd gebouwd op de plek van een voorganger, een zaalkerk die later van zijbeuken werd voorzien. De huidige kerk bestaat uit twee even grote beuken, een opzet die bij kloosterkerken gebruikelijk, maar voor een parochiekerk ongewoon was. De beuken worden van elkaar gescheiden door ranke zuilen en gedekt door tonvormige houten netgewelven. De koorsluitingen zijn het oudst en dateren uit de 14de eeuw. Tussen de sluitingen bevinden zich een achtkante traptoren en een uitbouw, waarin zich de gerfkamer of sacristie bevindt en die een stenen gewelf heeft. De westkant en de zuidkant van de noordelijke beuk zijn voorzien van een portaal.
De gedrongen klokkentoren heeft drie geledingen. Van het oorspronkelijke gelui, dat omstreeks 1511 door Geert van Wou werd vervaardigd, zijn nog twee klokken over.

## Orgel
In de noordbeuk bevindt zich het orgel, dat in 1686/87 door de Amsterdamse orgelbouwer Apollonius Bosch werd vervaardigd en in 1720 door Franz Caspar Schnitger werd gewijzigd.